# Sertularella spinosa
Sertularella spinosa is een hydroïdpoliep uit de familie Sertulariidae. De poliep komt uit het geslacht Sertularella. Sertularella spinosa werd in 1884 voor het eerst wetenschappelijk beschreven door Kirchenpauer. 